# Afonso Cruz

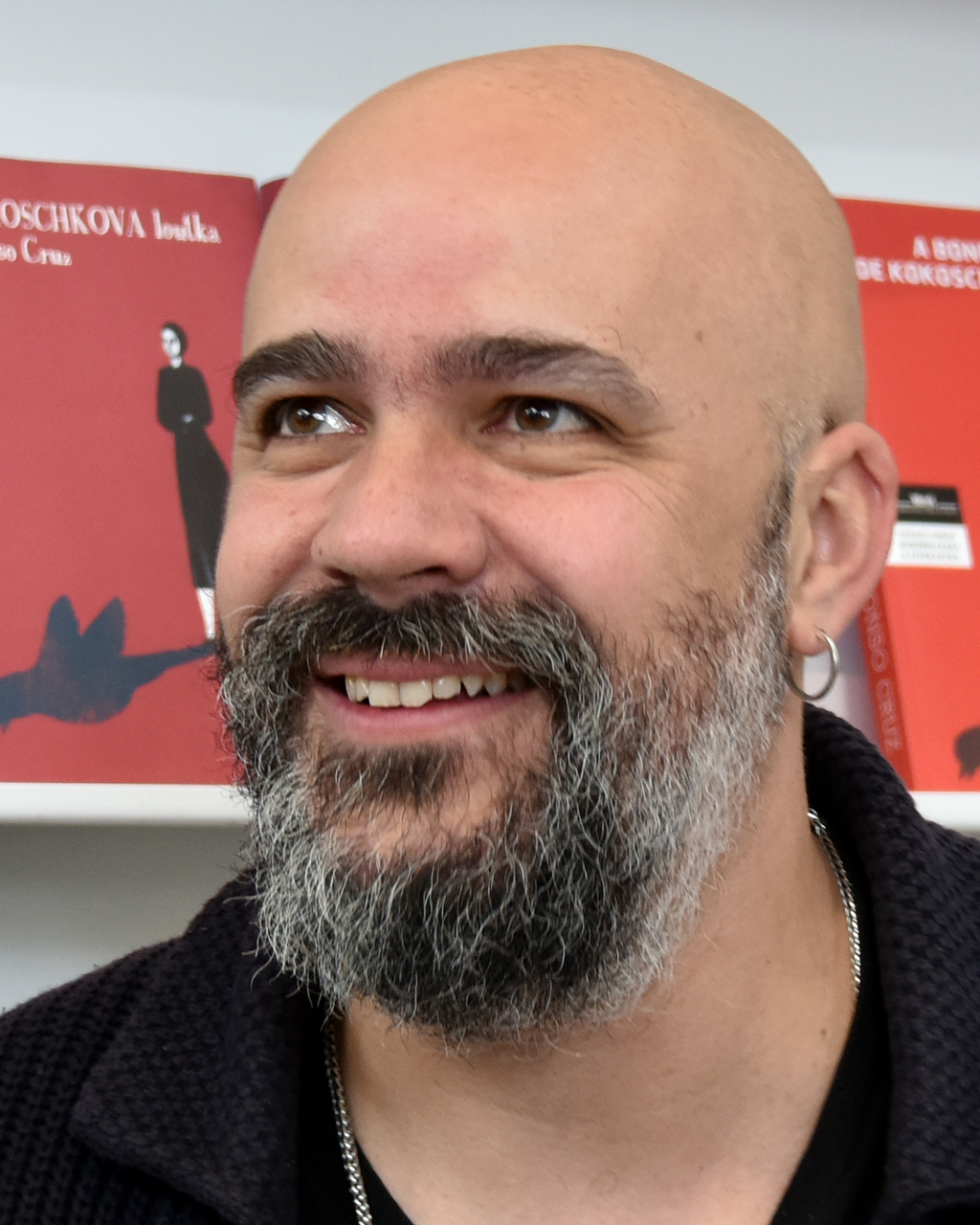
Afonso Cruz (2019)

Afonso Cruz (* 1971 in Figueira da Foz) ist ein portugiesischer Schriftsteller, Trickfilmer, Illustrator und Musiker.

## Leben
Geboren 1971 im mittelportugiesischen Seebad Figueira da Foz, studierte er u. a. auf der Kunsthochschule Escola Superior de Belas Artes de Lisboa in Lissabon. Er drehte eine Reihe Trickfilme, sowohl Auftragsarbeiten für die Werbung als auch in eigenem Namen. Er spielt außerdem in der Blues-Band The Soaked Lamb, für die er Musik und Texte schreibt und mit der er 2007 und 2010 zwei Alben veröffentlichte.
2008 erschien sein erster Roman, A Carne de Deus (dt.: Gottes Fleisch). Für seine folgenden Romane erhielt er verschiedene Literaturpreise, darunter 2012 den Literaturpreis der Europäischen Union, für seinen Roman A Boneca de Kokoschka (dt.: Die Puppe von Kokoschka). Auch Kinder- und Jugendliteratur hat er veröffentlicht, teilweise in Zusammenarbeit mit anderen Autoren, z. B. José Jorge Letria.

## Bibliografie (Auswahl)
- A Carne de Deus. Bertrand Editora, Lisboa 2008, ISBN 978-972-251-733-1.
- Enciclopédia da Estória Universal. Quetzal Editora, Lisboa 2009, ISBN 978-972-564-820-9. Grande Prémio do Conto Camilo Castelo Branco APE/CM Vila Nova de Famalicão.
- Os livros que devoraram o meu pai. Editorial Caminho, Lisboa 2009, ISBN 978-972-212-095-1. Prémio Literário Maria Rosa Colaço 2009.
- A Contradição Humana. Editorial Caminho, Lisboa 2010, ISBN 978-972-212-135-4. Kinderbuchpreis 2011 der SPA/RTP (Prémio para a melhor livro de literatura infantojuvenil 2011).
- A Boneca de Kokoschka. Quetzal Editora, Lisboa 2010, ISBN 978-972-564-903-9. Literaturpreis der Europäischen Union 2012.
- O Pintor Debaixo do Lava-Loiças. Editorial Caminho, Lisboa 2011, ISBN 978-972-212-418-8.
- Jesus Cristo Bebia Cerveja. Alfaguara Portugal, 2012, ISBN 978-989-672-133-6.
- Assim, Mas Sem Ser Assim. Editorial Caminho, Lisboa 2013, ISBN 978-972-212-612-0.
- Princípio de Karenina. Companhia das Letras, Lisboa 2018, ISBN 978-989-665-692-8.
- Como Cozinhar uma Criança. Alfaguara Portugal, 2019. ISBN 978-989-665-667-6.
- O Macaco Bêbedo Foi à Ópera. Fundação Francisco Manuel dos Santos, 2019. ISBN 978-989-894-358-3.